# Bratmilovce
Bratmilovce (em cirílico: Братмиловце) é uma vila da Sérvia localizada no município de Leskovac, pertencente ao distrito de Jablanica, na região de Jablanica. A sua população era de 3468 habitantes segundo o censo de 2002.

## Demografia
| 1948 | 1953 | 1961  | 1971  | 1981  | 1991  | 2002  | 2011  |
| ---- | ---- | ----- | ----- | ----- | ----- | ----- | ----- |
| 649  | 719  | 1 101 | 1 990 | 2 754 | 3 364 | 3 531 | 3 468 |